# Luguelín Santos
Luguelín Miguel Santos Aquino (* 12. November 1992 in Bayaguana, Monte Plata) ist ein dominikanischer Leichtathlet, der sich auf den 400-Meter-Lauf spezialisiert hat.
Santos erzielte 2010 zahlreiche Erfolge im Jugend- und Juniorenbereich. Unter anderem wurde er über 400 m bei den Leichtathletik-Juniorenweltmeisterschaften in Moncton Sechster und siegte bei den Olympischen Jugend-Sommerspielen in Singapur. Erste Medaillen im Erwachsenenbereich gewann er bei den Panamerikanischen Spielen 2011 in Guadalajara, wo er sowohl im 400-Meter-Lauf als auch mit der 4-mal-400-Meter-Staffel den zweiten Platz belegte.
Santos konnte sich bei den Leichtathletik-Hallenweltmeisterschaften 2012 in Istanbul nicht für das Finale qualifizieren. Die Freiluftsaison verlief für ihn ungleich erfolgreicher. Bei den FBK-Games in Hengelo im Mai desselben Jahres steigerte Santos seine Bestleistung und den dominikanischen Rekord im 400-Meter-Lauf auf 44,45 Sekunden. Damit rückte er zwischenzeitlich auf den zweiten Rang in der Weltjahresbestenliste hinter dem US-Amerikaner LaShawn Merritt vor. Bei den Leichtathletik-Juniorenweltmeisterschaften in Barcelona gewann Santos die Goldmedaille. Diese wurde ihm am 1. Dezember 2023 aberkannt, da er einen gefälschten Reisepass verwendete, worin er sein Alter um ein Jahr herabgesetzt hatte, um überhaupt erst teilnehmen  zu können. Darüber hinaus wurde er bis März 2026 gesperrt.
Seinen bis dahin bedeutendsten Erfolg feierte Santos mit dem Gewinn der Silbermedaille bei den Olympischen Spielen 2012 in London.

## Bestleistungen
- 200 m: 20,73 s (0,8 m/s), 5. Mai 2012, Mayagüez
- 400 m: 44,11 s, 26. August 2015, Peking
- 400 m: Halle: 46,83 s, 9. März 2012, Istanbul